# Forbidden Siren 2
Forbidden Siren 2, conosciuto in Giappone come Siren 2 (サイレン２?, Sairen Tsū), è un videogioco survival horror sviluppato dalla Sony Computer Entertainment per PlayStation 2 nel 2006. Il videogioco è il sequel di Forbidden Siren ed è seguito da Siren: Blood Curse.

## Trama
Il videogioco racconta le vicende di un gruppo di personaggi rimasti intrappolati sull'isola Yamijima, in seguito ad un inspiegabile tsunami rosso sangue, che ha ribaltato il traghetto sul quale viaggiavano. Il gioco è raccontato attraverso il punto di vista dei vari personaggi, ognuno dei quali dotato delle proprie abilità e debolezze, nella durata di una intera notte. Le situazioni come le ambientazioni sono molto più varie rispetto al capostipite. La varietà degli shibito (nemici principali della prima storia) è molto aumentata e ora i vari superstiti dovranno sopravvivere ad esseri extradimensionali che non sopportano la luce e sono contrari agli shibito: gli Yamibito (che assumono diverse forme: vermi, fumo, umanoidi). Le armi da fuoco e contundenti a disposizione dei protagonisti sono in numero maggiore rispetto al primo titolo. Il mistero può essere svelato in modi differenti con, in molti casi, due o più variazioni di un livello, che avranno quindi obbiettivi leggermente diversi rispetto all'originale. Se il giocatore riesce a sviluppare queste possibilità, la storia ed i personaggi avranno una risoluzione diversa dall'originale.

## Personaggi
- Mamoru Itsuki

Un giornalista della rivista di scienza e mistero "Atlantis", Mamoru si dirige verso Yamijima per una ricerca per un articolo quando l'imbarcazione sulla quale viaggia viene capovolta da un'enorme onda rosso sangue. Svegliatosi da solo sulle rive dell'isola, incontra presto Yuri Kishida che con l'inganno gli fa aprire le sette porte degli Inferi, liberando gli yamibito. Fugge dagli Inferi con Ikuko Kifune, che tuttavia preferisce proseguire sola. Mamoru capisce che il modo per rimediare al suo errore è fermare gli yamibito. Riesce a distruggere sia Tsuneo che Tomoe Ohta con i loro rami Mekkoju. In cima alla Minaccia del Ragno, viene risucchiato nella dimensione della Madre e la sconfigge con l'aiuto di Akiko, Ikuko, e i resti di Annaki, cancellando l'esistenza della creatura dal mondo reale. È il primo vero superstite del gioco.
- Ikuko Kifune

Una manovale di porto con abilità psichiche che le permettono di possedere le persone sulle quali usa il sightjack. A causa delle sue abilità, ha ricordi dolorosi di quando veniva schernita a scuola perché "diversa". È inoltre la sorella gemella di Ryuko Tagawa, figlia di Noriko Kifune. È sul traghetto che si capovolge all'inizio del gioco, essendo stata attratta verso l'isola dall'istinto. Soccorre Mamoru Itsuki negli Inferi e distrugge le sette porte in modo che non possano essere liberati altri yamibito. Si separa da Mamoru subito dopo, preferendo un percorso solitario. Libera l'anima di Shigeru Fujita e si riunisce con Mamoru in cima alla Minaccia del Ragno. Collaborando insieme, sconfiggono la Madre e fuggono verso il mondo reale. È la seconda vera superstite del gioco.
- Yorito Nagai

Un soldato semplice del Corpo di Auto-Difesa, Yorito fa un atterraggio di emergenza sull'Isola di Yamijima insieme a Takeaki Misawa e Hiroshi Okita, che muore nell'impatto ma risorge presto come shibito. Privo di esperienza sul campo, Yorito segue Takeaki fin quando si separano nel momento in cui la Sirena suona. Quando incontra di nuovo Takeaki, il maggiore è diventato mentalmente instabile, e minaccia di uccidere Ichiko Yagura. Yorito uccide Takeaki per proteggere la ragazza, ma il suo sforzo gli si ritorce contro quando la posseduta Ichiko lo attacca. Infine si unisce con Mamoru Itsuki nello scalare la Minaccia del Ragno, ma cade giù e affronta prima la versione yamibito di Hiroshi Okita e Takeaki Misawa, infine Otoshigo. Quando l'onda rossa lo travolge, cade nella dimensione degli yamibito dove questi ultimi passeggiano come se fossero persone normali. Incapace di dire se quella sia la realtà o un'illusione, impazzisce e inizia una carneficina.
- Takeaki Misawa

Maggiore del Corpo di Auto-Difesa, Takeaki è nell'elicottero che fa un atterraggio di emergenza sull'Isola di Yamijima con il suo compagno Yorito Nagai e Hiroshi Okita. Malgrado il suo atteggiamento deciso, Takeaki è costantemente tormentato dagli orribili ricordi dell'operazione dove salvò Harumi Yomoda (una dei sopravvissuti di “Forbidden Siren”) dal villaggio di Hanuda. Man mano che si svolgono gli eventi, diviene sempre più psicotico e omicida, ancora più dopo aver ingerito alcune medicine allucinogene. Ciò culmina nel suo incontro con Ichiko Yagura, che minaccia di uccidere perché sospetta. Viene sparato alle spalle da Yorito Nagai mentre cerca di uccidere Ichiko, e muore. Ciononostante, resuscita come kou-yamibito, e infine viene distrutto da Yorito.
- Akiko Kiyota

Una chiaroveggente capace di avere visioni del passato usando il sightjack. Viene rapita da Soji Abe nel tentativo di provare la sua innocenza, tuttavia si reca volentieri con lui all'Isola di Yamijima perché sente che lì troveranno le loro risposte. È una delle sole due persone a vedere la Madre per il mostro che davvero è (l'altra è Ikuko Kifune). Dopo che gli Inferi sono aperti, viene contattata dallo spirito di Shu Mikami che le chiede di liberare l'anima del padre distruggendo la sua forma yamibito e pugnalandolo con un ramo Mekkoju sacro. Fatto ciò, ha un ultimo flashback psichico e si rende conto che in realtà è un'incarnazione della Madre, proprio come Kanae lo era 29 anni fa. Questo la trasforma in Kanae. Ad ogni modo, combatte il controllo psichico della Madre, e si suicida pugnalandosi al ventre con i resti di Annaki. Questo gesto indebolisce la Madre, permettendo a Ikuko e Mamoru Itsuki di sconfiggere il mostro. Si riunisce con Shu Mikami nell'Aldilà come Kanae, dove possono stare insieme per sempre.
- Soji Abe

Un lavoratore edile e coinquilino di Ryuko Tagawa, la donna picchiata a morte prima degli eventi del gioco. Soji è immediatamente sospettato dell'omicidio, e rapisce la chiaroveggente Akiko Kiyota affinché lei possa provare la sua innocenza. È sul traghetto che viene capovolto dall'onda rosso sangue, e finisce sull'Isola di Yamijima con Akiko. Sebbene si separi da Akiko temporaneamente, incontra Shu Mikami (che ha già perso Tsukasa in precedenza), e insieme scendono verso gli Inferi. Dopo, aiuta Akiko a liberare l'anima di Ryuhei Mikami, e si riunisce con Tsukasa, il fedele cane guida di Shu. Insieme, Soji e Tsukasa sopravvivono al collasso della realtà subito dopo la sconfitta della Madre, ed emergono in una nuova realtà dove la Madre e di conseguenza Ryuko Tagawa non sono mai esistite. È il terzo vero superstite del gioco.
- Shigeru Fujita

Uno sfortunato ufficiale di polizia cresciuto sull'Isola di Yamijima, prima di essersi trasferito sulla terraferma per avere una propria famiglia. Prima degli avvenimenti del gioco, nel 1986, richiede un trasferimento nella sua città natale per investigare sulle voci riguardanti una giovane donna avvistata sull'isola, che invece dovrebbe essere deserta. È a Yamijima quando questa viene travolta dall'onda rosso sangue, e resta coinvolto negli avvenimenti. Soccorre Ichiko Yagura da un'orda di shibito a bordo del Bright Win, e rimane insieme a lei fino al suono della Sirena. Viene poi accoltellato a morte dalla posseduta Ichiko; dopo resuscita come shibito. Infine diventa uno yamibito, e viene distrutto da Ikuko Kifune con il ramo Mekkoju designato per lui alla nascita, liberando così la sua anima.
- Ichiko Yagura

Una studentessa quattordicenne frequentante la Scuola Media della Prefettura di Kameishino. Nell'anno 1986 è a bordo del traghetto Bright Win con il club di tennis della sua scuola quando il corpo di Yuri Kishida viene trovato nell'oceano e portato a bordo. Il Bright Win si perde poi in un'onda anomala causata da Yuri. Durante la tempesta, Ichiko cade dal traghetto e annega, poi il suo corpo viene usato come ospite da Otoshigo, padre degli Shiryo e compagno della Madre. Riacquista coscienza nella stiva del Bright Win appena iniziano a svolgersi gli avvenimenti del gioco e viene salvata dagli shibito da Shigeru Fujita. Quando la Sirena suona, diviene totalmente posseduta da Otoshigo e accoltella Shigeru a morte. Riprendendo il senno e inorridita da quello che ha fatto, Ichiko vagabonda per l'isola fino ad incontrare Takeaki Misawa, che minaccia di ucciderla. Viene salvata da Yorito Nagai, ma impazzisce subito dopo e diventa totalmente posseduta. Dopo la sua finale trasformazione in Otoshigo, viene distrutta da Yorito.
- Shu Mikami

Un promettente romanziere, il lavoro più famoso del quale è "La lacrima della Sirena", ispirato da un racconto che suo padre gli leggeva quando era bambino. È nato e cresciuto sull'Isola di Yamijima con suo padre, Ryuhei Mikami. Da bambino, scoprì una giovane donna di nome Kanae trascinata dalle onde sulle coste dell'isola. Kanae fu accolta in casa Mikami, e diventò la migliore amica di Shu. Dopo aver trovato il corpo del padre assassinato, Shu tenta di scappare dall'isola con Kanae; vengono poi circondati dagli abitanti intenzionati ad uccidere “la strega”. Cadono in mare, e Shu riesce a sopravvivere arrampicandosi su una barca alla deriva. Comunque, l'esperienza è così traumatica che egli perde la vista e il ricordo dell'incidente.
Anni dopo, torna sull'Isola di Yamijima col suo cane guida Tsukasa per recuperare i ricordi perduti. È sulla barca che si capovolge all'inizio, e torna alla sua vecchia casa, trovandosi di fronte alla scena dell'omicidio di suo padre (il tempo si è sovrapposto). Viene separato da Tsukasa, ma incontra Soji Abe, e insieme scendono negli Inferi. Vedendo la mostruosa Madre con le sembianze della sua perduta compagna di giochi Kanae, la abbraccia e si perde per sempre. Più tardi, il suo spirito ritorna sotto forma di fantasma ad implorare Akiko Kiyota e Soji di liberare l'anima di suo padre ormai yamibito, e di affidare Tsukasa a Soji. Si riunisce con Kanae nell'Aldilà quando Akiko si suicida coi resti di Annaki.
- Kanae

Un'incarnazione della Madre, mandata per aprire le sette porte per gli Inferi e liberare gli yamibito. Appare per la prima volta nel 1976, quando viene trascinata dalle onde sull'Isola di Yamijima e trovata da un giovane Shu Mikami. Viene accettata in casa Mikami, e inizia ad adempiere al suo obiettivo di manipolare Shu affinché egli apra le sette porte per lei. A questo proposito, uccide Ryuhei Mikami per avere interamente controllo su Shu, ma viene scoperta da Tsuneo Ohta. Riprendendo il senno ed evitando la successiva caccia all'uomo degli isolani, Kanae cerca di scappare verso la salvezza con Shu. Vengono infine circondati, e cadono nell'oceano. La Madre è così adirata dall'interferenza degli abitanti e dal fallimento di Kanae che manda uno tsunami per cancellare Yamijima, causando una sovrapposizione della realtà.
In seguito, Akiko Kiyota (un'altra incarnazione della Madre) viene sopraffatta dal potere psichico della divinità e si trasforma in Kanae. Nonostante questo, Akiko resiste abbastanza al controllo da riuscire a suicidarsi usando i resti di Annaki, indebolendo a sufficienza la Madre affinché Mamoru Itsuki e Ikuko Kifune possano sconfiggerla. Kanae si unisce con Shu nell'Aldilà, dove possono stare insieme per sempre.
- Tsuneo Ohta

Il capo di un gruppo di pescatori dell'Isola di Yamijima e anche il protettore dell'isola maledetta (Amimoto). Viveva/vive lì con sua figlia Tomoe. Nel 1976, viene a conoscenza del fatto che Kanae è stata trascinata dal mare sull'isola e, a causa di voci e credenze personali, la considera una strega. In una fatidica notte, ordina ai suoi pescatori di sorvegliare Kanae, e assiste lui stesso alla scena in cui Kanae è sul cadavere insanguinato di Ryuhei con un coltello macchiato di sangue tra le mani. Lui e i suoi seguaci (inclusa la figlia) inseguono Kanae e Shu fino al faro, ma una frana fa cadere i due in mare. Tsuneo e il suo gruppo pensano che sia finita ma un enorme tsunami rosso li ingoia tutti, causando una sovrapposizione temporale.
A causa della sovrapposizione temporale, Shigeru Fujita e Ichiko Yagura lo incontrano nel presente. Tsuneo si riprende per poi morire subito dopo, diventando uno shibito. Nella forma di shibito insegue Shigeru e Ichiko. Più tardi diventa un kou-yamibito e viene distrutto con il suo ramo Mekkoju da Mamoru Itsuki.
- Tomoe Ohta

Figlia di Tsuneo Ohta, vorrebbe visitare la città sulla terraferma. Aiuta nell'inseguimento di Kanae e, a causa della sovrapposizione temporale, dopo la confonde con Yuri. Frastornata dopo lo tsunami, vaga per l'isola, perdendo il suo ornamento per capelli lungo la via, un dono costoso ed importante di suo padre. Dopo essere stata spaventata da uno shibito entra in panico e scappa via, e saltando da un cornicione resta infilzata su un'antenna. Resuscita sotto forma di shibito, e dopo diventa un otsu-yamibito. Causa diversi problemi, ma viene poi distrutta da Mamoru.
- Ryuko Tagawa

Sorella gemella di Ikuko Kifune, era un'altra incarnazione della Madre. Abitava a Tokyo e in qualche modo aveva dimenticato il suo obiettivo, e viveva come una normale umana, usando il cognome del direttore del ristorante in cui lavorava. Poco dopo aver incontrato Soji, Yuri Kishida arriva, spiegando che “deve fare questo per la Madre”, e uccide Ryuko. Soji è successivamente incolpato per l'omicidio di Ryuko, obbligandolo a fuggire verso l'Isola di Yamijima con Akiko Kiyota.
- Yuri Kishida

Yuri è in realtà una vera persona che ha avuto la sfortuna di imbattersi nell'incarnazione della Madre, che l'ha rapita, preso i suoi vestiti ed assunto la sua identità. “Yuri” viaggia verso Yamijima, per fare in modo che Mamoru apra le sette porte degli Inferi. Quando ci riesce, rivela la sua vera natura, causando uno shock a Mamoru.
- Hiroshi Okita

Il migliore amico di Yorito Nagai nell'Unità. Quando muore nell'atterraggio d'emergenza sull'isola, Yorito è sopraffatto dal dolore, ma si riprende velocemente quando Okita si rialza come shibito e cerca di uccidere Yorito e Takeaki Misawa. Okita più in là si trasforma in un yamibito e cerca ripetutamente d'uccidere Misawa e Yorito. Quest'ultimo infine lo uccide una volta per tutte infilandogli del TNT nella gola e detonandolo dopo aver detto un veloce “addio”.
- Ryuhei Mikami

Padre di Shu Mikami, trasferitosi su Yamijima dopo che la moglie morì nelle acque che circondano l'isola. Quando arrivò Kanae, la accolse in quanto mostrava una sorprendente somiglianza con sua moglie morta. Condusse alcune ricerche riguardo ai resti di Annaki con il suo amico Omito Takeuchi (il padre di Tamon Takeuchi di “Forbidden Siren”). Viene in seguito ucciso da un'apparentemente posseduta Kanae, in modo da avere il controllo completo su Shu. Quando Tsuneo arriva per cogliere Kanae in flagrante, Ryuhei diventa uno shibito e lo fa scappare. Dopo essersi trasformato in un kou-yamibito, viene ucciso da Akiko Kiyota prima che quest'ultima scopra di essere in realtà Kanae.
- Noriko Kifune

Madre di Ikuko Kifune e presunta amante di Ichiro. Nel 1986, quando aveva 14 anni, insieme alla sua migliore amica Ichiko Yagura, viaggiava a bordo del Bright Win. Si vocifera fosse incinta del bambino di Ichiro, ma quando il corpo di Yuri fu trovato e portato a bordo del Bright Win, lo tsunami la fece cadere in mare. Questo rimanda ad una credenza di Yamijima in cui si dice che tutte le donne incinte che si immergono nel mare di Yamijima daranno alla luce un figlio maledetto. Noriko fu trovata sulle coste dell'Isola di Yamijima e fu considerata l'unica superstite del traghetto scomparso. Quando la sovrapposizione temporale viene riparata e Ryuko non è mai esistita, il suo omicidio è sostituito da Noriko che uccide Ichiro.
- Tsukasa of Jilldoll

Il pastore tedesco di Shu Mikami, il cui ruolo è quello di cane guida. Può essere usato il sightjack su di lei, permettendo a Shu di usare la sua vista per proseguire il suo percorso. Successivamente aiuta Soji Abe e scappano insieme dopo la morte di Shu.
- Ichiro Nakajima

Amante di Noriko Kifune. Possibile padre di un bambino maledetto, viene ucciso da Noriko dopo che l'esistenza di Ryuko è cancellata.
- Kyoya Suda

Il personaggio principale di “Forbidden Siren”. Alla fine del primo gioco, scomparve nell'oscurità per intraprendere il massacro degli shibito con la spada sacra Homuranagi. Alla fine di “Forbidden Siren 2”, torna per continuare la sua crociata contro il male; questa volta contro gli yamibito. Brandisce ancora la spada della famiglia Kajiro e l'Uryen.
- Nitaka Ichifuji

Un personaggio segreto sbloccabile completando il gioco in Modalità Difficile, fa parte del convoglio di Takeaki Misawa. Nitaka è un soldato del Corpo di Auto-Difesa che ha la sfortuna di trasformarsi in uno shibito quando l'onda travolge l'isola. Dopo che Mamoru apre le sette porte degli Inferi e libera gli Yamirei, Nitaka, un commilitone e una donna di nome Momiko sono gli unici shibito sopravvissuti. Il suo scenario consiste nel recuperare il ferro da stiro di Momiko e scappare da un complesso di appartamenti evitando gli yamibito.

## Spiriti Maligni ed Entità
Shibito (Cadaveri Viventi)
Gli Shibito, presenti anche nel primo capitolo della serie, sono cadaveri rianimati dall'influsso malvagio che pervade l’isola. Sono ex abitanti trasformati in creature immortali, il cui aspetto si trasforma progressivamente con il tempo. Non hanno piena coscienza ma seguono una routine disturbante, tentando di ripetere le attività della loro vita passata.
Yamibito (Esseri delle Tenebre)
Gli Yamibito sono i principali antagonisti del gioco e rappresentano la fonte della maledizione dell'isola. Sono entità oscure e sinistre provenienti dal mare. Rispetto agli Shibito, gli Yamibito sono più intelligenti e intenzionati a cacciare attivamente gli esseri umani per difendere la loro dimora. Sebbene la loro natura sovrannaturale e maligna sia simile a quella degli shibito, entrambi rappresentano due forze diverse e incompatibili, con approcci contrastanti verso la maledizione dell’isola di Yamijima. In più di una occasione, li si vedranno combattere tra di loro.
Shyamibito
Sono la fusione mostruosa tra Shibito e Yamibito, esseri deformi che uniscono i tratti più spaventosi di entrambe le specie. La loro pelle è pallida e contorta, con una testa sproporzionata, a volte più grande del corpo, e un aspetto che oscilla tra umano e bestiale. Alcuni camminano a quattro zampe come animali, altri hanno figure umane emergenti dal corpo, creando una visione di puro terrore. Si muovono con scatti rapidi e innaturali, emettendo suoni gutturali, rendendoli una minaccia inquietante e imprevedibile. Come entrambi i mostri essi sono immortali, ma soffrono la luce come gli yamibito. Solo i pezzi dell'albero sacro possono ucciderli definitivamente e liberare le anime imprigionate dandogli finalmente pace.
La Madre
La Madre è una creatura ultraterrena che domina e protegge l'isola di Yamijima e gli esseri che la abitano, come gli Yamibito e i Kaibito. Si crede che sia una sorta di divinità ancestrale, proveniente dalle profondità marine, legata strettamente al folklore dell'isola e venerata come una forza primordiale e inarrestabile. È proprio lei a portare l’oscurità sull’isola e a garantire la resurrezione degli Shibito e degli Yamibito, trasformando gli umani in creature senza pace, indicandola di più come un'entità maligna e implacabile.
Visivamente, la Madre appare come una figura deformata e inquietante, simile a una sorta di sirena abissale. Il suo aspetto unisce caratteristiche umane a tratti marini, ricordando i mostri delle profondità oceaniche. È avvolta in un’aura oscura, e la sua presenza è temuta anche dagli stessi Yamibito, che la considerano una guida e un’entità superiore. La Madre controlla tutto attraverso il mare e le creature ad esso connesse, esercitando una volontà implacabile sui suoi servitori per mantenere il suo regno inviolato.
Otoshigo
Otoshigo è il compagno della Madre, una creatura altrettanto sinistra e leggendaria, considerato il "figlio" della Madre, anche se il termine può avere connotazioni diverse nel contesto della mitologia di Forbidden Siren 2. Egli è il risultato dell’unione tra la Madre e gli oscuri poteri del mare. È un essere ibrido e parzialmente umano, con un’apparenza che ricorda vagamente un bambino deforme, ma dotato di un aspetto orribile e terrificante, come una sorta di demone nato dalle acque maledette.
Otoshigo è feroce e potente, difende la Madre con una devozione assoluta e agisce come una sorta di custode. È una creatura instabile e pericolosa, che può attaccare violentemente qualsiasi intruso o minaccia che percepisca sul territorio della Madre. A differenza degli altri esseri dell’isola, Otoshigo possiede un’intelligenza particolare e una connessione profonda con la Madre, come se condividessero una mente o una forza vitale.